# Germaine Benoit
Germaine Benoit est une ingénieure chimiste, pharmacologue et biologiste française, née en 1901 et morte en 1983, surtout connue pour ses contributions à l'étude des substances sympathicomimétiques.

## Biographie
Germaine Benoit est née le 9 octobre 1901 à Paris. Fille unique, elle perd son père, professeur d'allemand, qui disparaît pendant la Première Guerre mondiale.
En 1918 et 1919, elle obtient ses deux baccalauréats et, l'année suivante, en 1920, le certificat de physique, chimie et sciences naturelles (PCN), préparatoire aux études de médecine. Elle s'inscrit alors à l'Institut de Chimie de Paris, future École nationale supérieure de chimie, dont elle suit les cours pendant trois ans, et sort diplômée en ingénierie chimique en 1923. Elle passe, entre 1922 et 1936, cinq licences scientifiques, en chimie et en biologie.
Le 1er juin 1924, Germaine Benoit entre à l'Institut Pasteur comme assistante au laboratoire de Chimie Thérapeutique dirigé par Ernest Fourneau, qu'elle dirigera en 1943.
En 1960, Germaine Benoit est appelée par le Prix Nobel de médecine Daniel Bovet à travailler à l'Institut supérieur de la santé (it) de Rome. L'année suivante, elle épouse Albert Funke, également chef de laboratoire au service de chimie thérapeutique de l'Institut Pasteur, avec lequel elle collabore depuis des années,,,. Elle est mise en pré-retraite en 1962, à son retour d'Italie.
Germaine Benoit est morte à Joinville-le-Pont le 17 février 1983.

## Travaux
Les recherches de Germaine Benoît portent sur les effets de certaines molécules sur la stimulation du système nerveux sympathique. Elle a participé aux premières grandes avancées de la lutte contre la maladie du sommeil et le paludisme par ses importantes contributions d'ingénierie chimique à la découverte et à la mise au point de médicaments tels que l'orsanine et la rhodoquine,.
Elle soutient une thèse de doctorat en sciences physiques en 1942 sur les propriétés physiologiques d’Hydroxy-Alcoyl-Hydrazines et, toujours dans le service de chimie thérapeutique, elle est nommée chef de laboratoire en 1943. En 1947, elle est faite chevalier de la Légion d'honneur.
Dix ans plus tard, en 1934, elle reçoit le prix Louis, de l'Académie de médecine, pour ses recherches sur les médicaments sympathicotropes,,,.

## Distinctions
- Chevalière de la Légion d'honneur (1947).

## Publications
- 1927 : Ernest Fourneau, Jacques Tréfouël, Thérèse Tréfouël et Germaine Benoit, « Sur les isomères de l'acide para-oxy-3-amino-phényl-arsinique et de son dérivé acétylé (stovarsol) », Bulletin de la Société chimique de France, 4e série, vol. 41,‎ 1927, p. 499-514
- 1930 : Ernest Fourneau, Roger Firmenich et Germaine Benoit, « Contribution à l'étude des anesthésiques locaux : Dérivés des amino-alcools à fonction alcoolique primaire », Bull. Soc. chim. Fr., 4e série, vol. 47,‎ 1930, p. 858-885.
- 1930 : Ernest Fourneau, Roger Firmenich et Germaine Benoit, « Synthèse d'un isomère et d'un homologue de l'éphédrine », Bull. Soc. chim. Fr., 4e série, vol. 47,‎ 1930, p. 894-980.
- 1930 : Ernest Fourneau, Jacques Tréfouël, Thérèse Tréfouël, Georges Stefanopoulo, Yvonne de Lestrange, Kenneth L. Melville et Germaine Benoit, « Contribution à la chimiothérapie du paludisme : Essais sur la malaria des canaris », Annales de l'Institut Pasteur, vol. 44, no 5,‎ mai 1930, p. 503-533 (résumé).
- 1930 : Ernest Fourneau, Jacques Tréfouël, Thérèse Tréfouël et Germaine Benoit, « Préparation de dérivés en vue d'essais thérapeutiques. I. Amino-alcools. II. Dérivés de l'atophan. III. Dérivés du carbostyryle. IV. Dérivés quinoléiniques et quinoléine arsinique », Ann. Inst. Pasteur, vol. 44, no 6,‎ juin 1930, p. 719-751.
- 1931 : Ernest Fourneau, Jacques Tréfouël, Daniel Bovet et Germaine Benoit, « Contribution à la chimiothérapie du paludisme : Essais sur les calfats », Ann. Inst. Pasteur, vol. 46,‎ 1931, p. 514-541.
- 1933 : Ernest Fourneau, Jacques Tréfouël, Thérèse Tréfouël, Daniel Bovet et Germaine Benoit, « Contribution à la chimiothérapie du paludisme : Essais sur les calfats (deuxième mémoire) », Ann. Inst. Pasteur, vol. 50,‎ 1933, p. 731-744.
- 1934 : Daniel Bovet, Germaine Benoit et Reinout Altman, « Action thérapeutique de quinoléines à poids moléculaire élevé, homologues de la plasmoquine, sur les hématozoaires des calfats et des serins », Bulletins de la Société de pathologie exotique et de ses filiales de l'Ouest africain et de Madagascar, vol. 27, no 3,‎ 1934, p. 236-242 (lire en ligne).
- 1935 : Germaine Benoit et Rudolf Herzog, « Étude chimique et physiologique d'amines à fonction éthylénique et de diamines », Bulletin des sciences pharmacologiques, vol. 42, nos 1 et 2,‎ janvier et février 1935, p. 34-43 et 102-109 (1re partie ; 2e partie).
- 1938 : Germaine Benoit et Daniel Bovet, « Synthèse et étude pharmacologique de quelques dérivés hétérocycliques voisins de l'amino-méthylbenzodioxane », Bull. sc. pharmacol., vol. 45, no 3,‎ mars 1938, p. 97-107 (lire en ligne).
- 1942 : Germaine Benoit, Préparation et propriétés physiologiques de quelques hydroxy-alcoyl-hydrazines (thèse de doctorat en sciences), Paris, faculté des sciences de l'université de Paris, 1942 (OCLC 491402925).
- 1945 : Ernest Fourneau et Germaine Benoit, « Sur l'acide corynanthique », Bull. Soc. chim. Fr., 5e série, vol. 12,‎ 1945, p. 934-936.
- 1945 : Ernest Fourneau et Germaine Benoit, « Éphédrine et isoéphédrines », Bull. Soc. chim. Fr., 5e série, vol. 12,‎ 1945, p. 985-989.
- 1947 : Germaine Benoit, « Hydroxy-alcoyl-hydrazines. 2. », Bull. Soc. chim. Fr., 5e série, vol. 14, nos 3-4,‎ 1947, p. 242-244.
- 1950 : Germaine Benoit et Dimitri Marinopoulos, « Synthèse et propriétés thérapeutiques des dérivés aminés et hydroxylés du stilbène », Bull. Soc. chim. Fr., 5e série, vol. 17, nos 9-10,‎ 1950, p. 829-832.
- 1951 : Germaine Benoit et Fanny Eliopoulo, « Synthèse de quelques dérivés aminés du diphénylméthane », Bull. Soc. chim. Fr., 5e série, vol. 18,‎ 1951, p. 890-895.
- 1951 : Germaine Benoit, Joseph Jacob et F. Elliopoulo, « Activité spasmolytique des diphényl-1,1-diéthyl-amino-oméga-alcanes », Comptes rendus hebdomadaires des séances de l'Académie des sciences, vol. 232, no 12,‎ 1951, p. 1262-1264.
- 1952 : (en) Germaine Benoit, Roger Delavigne et Fanny Eliopoulo, « Some Amino Alcohol Derivatives of Diphenyl-methane and of Diphenylamine », Annales pharmaceutiques françaises, vol. 10, no 3,‎ avril 1952, p. 181-192.
- 1953 : (en) Germaine Benoit et Roger Delavigne, « Alkylaminoalkyl Derivatives of Benzhydrylamine », Ann. pharm. fr., vol. 11, no 5,‎ mai 1953, p. 354-361.
- 1953 : Albert Funke et Germaine Benoit, « Action de l'éthylénimine sur les époxydes », Bull. Soc. chim. Fr., 5e série, vol. 20, no 10,‎ 1953,..
- 1955 : Albert Funke, Germaine Benoit et Joseph Jacob, « Ammoniums quaternaires dans la série des acides hydroxamiques. I : Synthèse d'iodométhylates d'acides diméthylaminobenzoylhydroxamiques, antagonistes du diisopropyfluorophosphate », C. r. hebd. séances Acad. sci., vol. 240, no 26,‎ 27 juin 1955, p. 2575-2577 (lire en ligne).
- 1955 : Germaine Benoit, Bal Krishna Avasthi, Joseph Jacob et Monique Dechavassine, « Synthèse et propriétés pharmacologiques de quelques ω-phényl-ω-carbétoxy-alcoyl-1-méthyl-4-pipérazines », C. r. hebd. séances Acad. sci., vol. 241, no 6,‎ septembre 1955, p. 581-583 (lire en ligne).
- 1955 : Germaine Benoit et Albert Funke, « Action de l'éthylénénimine sur les époxydes. 2. », Bull. Soc. chim. Fr., 5e série, vol. 22, nos 7-8,‎ 1955, p. 946-947.
- 1958 : Germaine Benoit et Alber Funke, « Synthèse d'acides diméthylaminobenzoylhydroxamiques et de leurs dérivés », Bull. Soc. chim. Fr., 5e série, vol. 25, no 2,‎ 1958, p. 257-258.
- 1958 : Germaine Benoit et Bal Krishna Avasthi, « Sur quelques dérivés N,N-disubstitués de la pipérazine », Bull. Soc. chim. Fr., vol. 25, nos 11-12,‎ 1958, p. 1358-1364.
- 1959 : Germaine Benoit et Roger Delavigne, « Contribution à l'étude des propriétés chimiques de la R-bêta-cyclohexyltétraline-I », Bull. Soc. chim. Fr., vol. 26, nos 7-8,‎ 1959, p. 1197-1199.
- 1960 : Germaine Benoit et B. Millet, « Benzodioxoles-1,3  substitués », Bull. Soc. chim. Fr., 5e série, vol. 27, no 4,‎ 1960, p. 638-642.
- 1961 : Albert Funke, B. Millet et Germaine Funke-Benoit, « Dérivés de la phényl-2 dihydro-2,3 benzothiazine-1,4 », Bull. Soc. chim. Fr., 5e série, vol. 28, nos 8-9,‎ 1961, p. 1524 et suiv..

## Iconographie
- Portrait photographique de Germaine Benoit par Henri Manuel (vers 1925)[15].